# Zajączkowo (województwo kujawsko-pomorskie)
Zajączkowo – wieś w Polsce położona w województwie kujawsko-pomorskim, w powiecie toruńskim, w gminie Chełmża.
W latach 1975–1998 miejscowość należała administracyjnie do województwa toruńskiego. Według Narodowego Spisu Powszechnego (III 2011 r.) liczyła 156 mieszkańców. Jest dwudziestą co do wielkości miejscowością gminy Chełmża.

## Obiekty zabytkowe
W Zajączkowie znajdują się ruiny gotyckiego kościoła św. Jana Chrzciciela z XIII w. Była to jednonawowa świątynia z gotyckim portalem, zakrystią od północy, kruchtą od południa, dwoma szczytami od strony wschodniej i zachodniej. Do jej budowy użyto ociosanych polnych kamieni, spajanych zaprawą wapienną. Kościół był kryty dwuspadowym dachem, a zakrystia drewnianym daszkiem. Od strony zachodniej na dachu znajdowała się niewielka wieżyczka, na której wisiały trzy dzwony. Ostatnią mszę odprawiono w 1834 r., a w 1865 r., na polecenie rządu pruskiego, rozpoczęto rozbiórkę mimo sprzeciwu biskupa. Obok ruin stoi tablica, na której jest przedstawiony wygląd kościoła.